# Advanced Soaring Concepts Spirit
Les planeurs Advanced Soaring Concepts Spirit et Falcon sont des monoplaces destinés à la construction amateur de conception similaire. Ils ont été dessinés par Tor Jensen avec une structure tubulaire soudée et un habillage en matériaux composites.

## Advanced Soaring Concepts Falcon
Planeur de compétition dont le prototype a volé en 1993. Advanced Soaring Concepts propose en option des extensions de voilure portant l’envergure à 18 m, des volets de bord de fuite sur toute l’envergure et des aéro-freins d’extrados. Au moins trois exemplaires construits aux États-Unis.

## Advanced Soaring Concepts Spirit
Planeur de classe standard. Cet appareil est sujet à polémiques dans le monde vélivole, certains estimant qu’il s’agit simplement d’une version en kit du Schempp-Hirth Ventus, adapté pour des pilotes de grand gabarit : 118 kg/193 cm. De plus en 1996 deux exemplaires soumis à des tests de fatigue se sont brisés à un facteur de charge très inférieur à ce qui était annoncé, entrainant une modification profonde des emplantures. Au moins quatre exemplaires construits aux États-Unis.